# 鳴門うどん

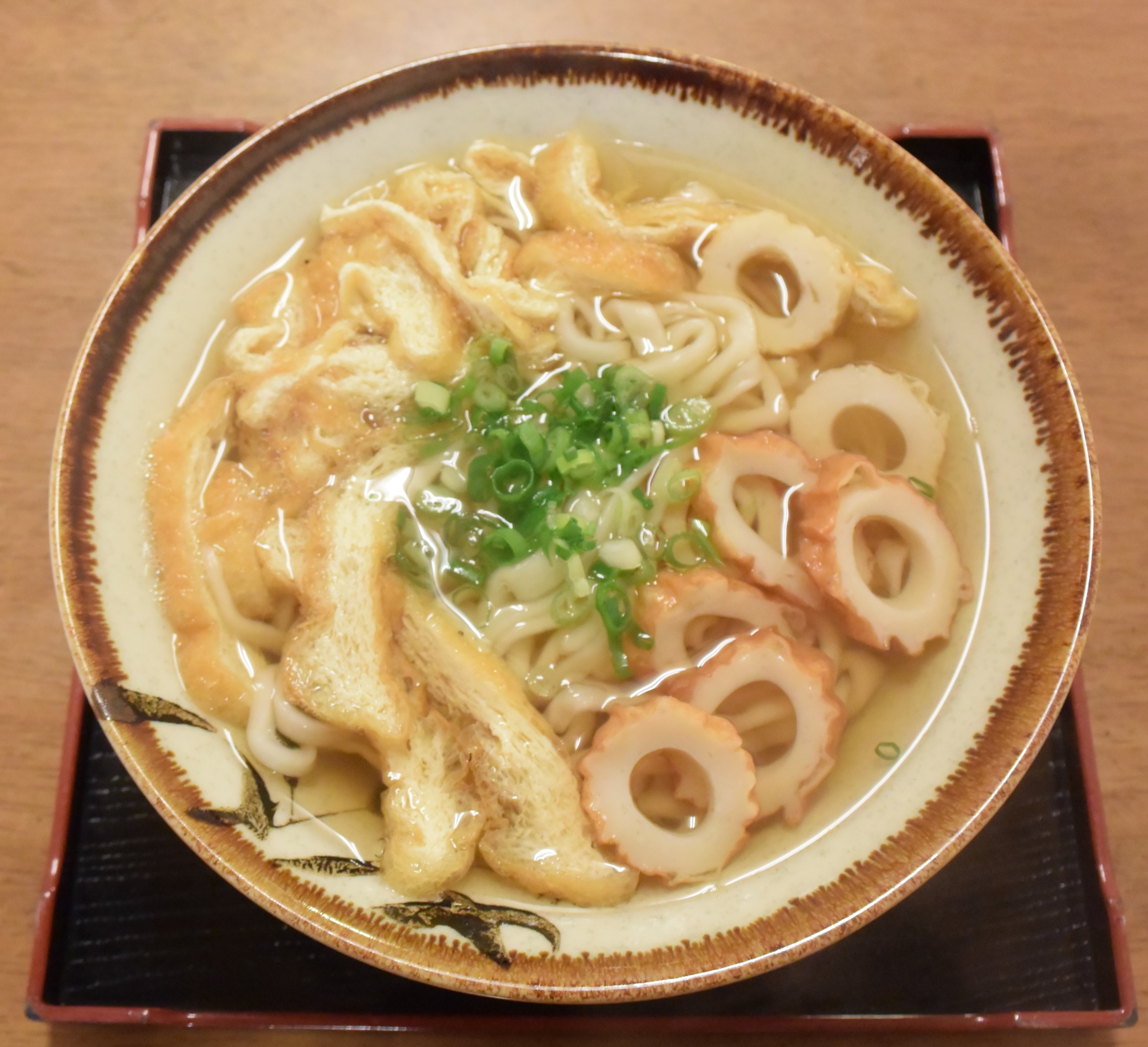
鳴門うどん もり・うどん 竹輪入

鳴門うどん（なるとうどん）は、徳島県の鳴門市及びその周辺地域で作られ、食べられているご当地うどん。「鳴ちゅるうどん」とも呼称される。

## 歴史
江戸時代から塩業が盛んだった鳴門市の鳴門町高島が発祥であるとの説、江戸時代に製麺所として創業し、現在も営業する最も古い店とされる大井食堂（鳴門市撫養町南浜）を発祥とする説:290など諸説:290-292ある。
かつて鳴門では、徳利から出汁を器に注ぎ、食べていたという粋な出前文化:60があった。今ではうどん店や製麺所が点在:83-87し、食料品店やスーパーでも玉売りされ:114-118、店によっては持ち帰りもでき:173、自宅でうどんを打つ家もあるほどであり:232-243、麺文化が根付いており:289-290、地元鳴門の人たちにとって長く深く愛されてきた:55。
2000年台に入って、徳島県出身の写真家である中野晃治が「鳴門のちゅるちゅるうどん探訪記」の連載をスタートし、鳴門うどんを「鳴ちゅる」と命名:55したことで、その後、「鳴ちゅるうどん」とも呼ばれ、広く知られるようになった。

## 特徴

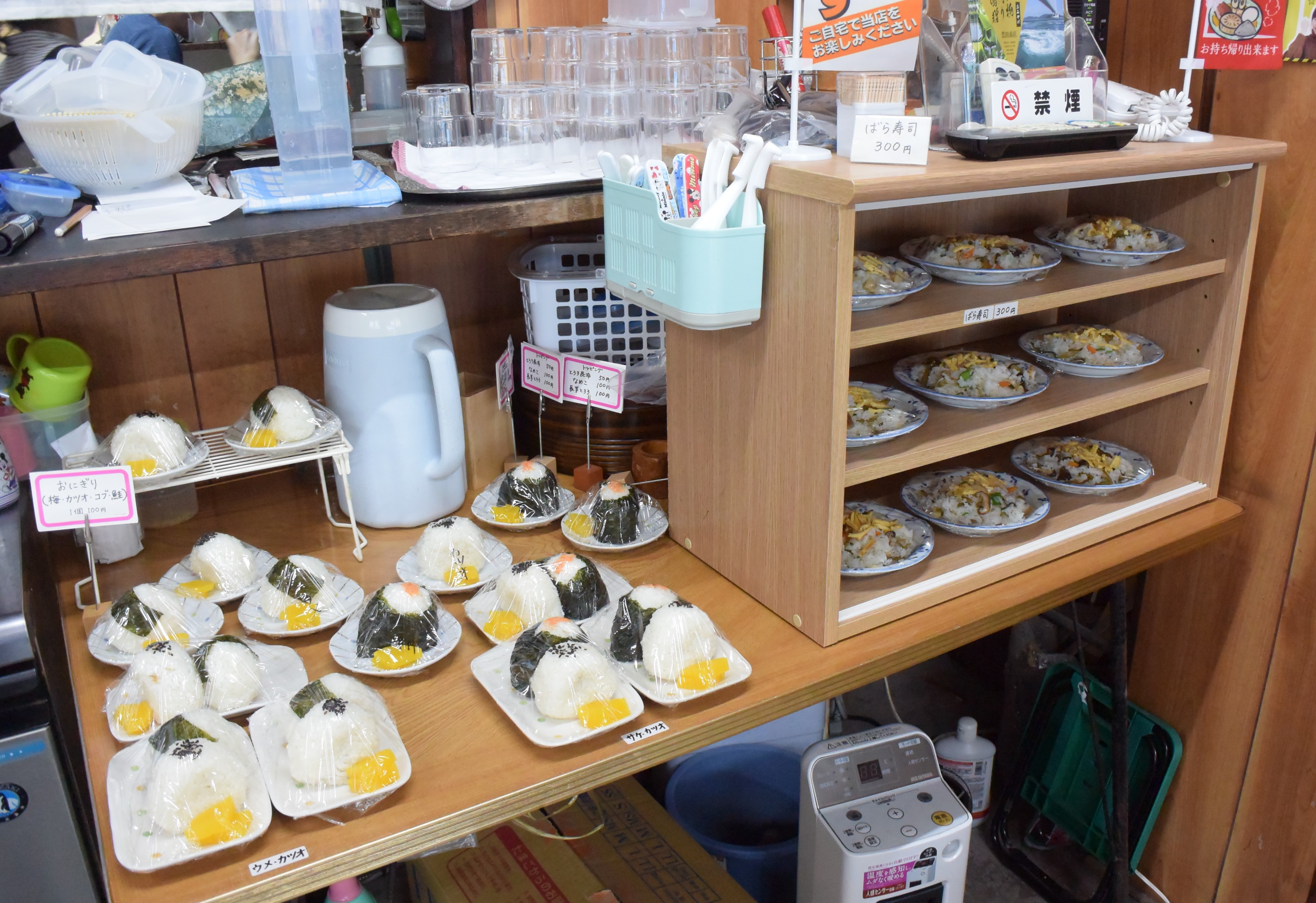
手作りうどん鳴門・おにぎり ばら寿司

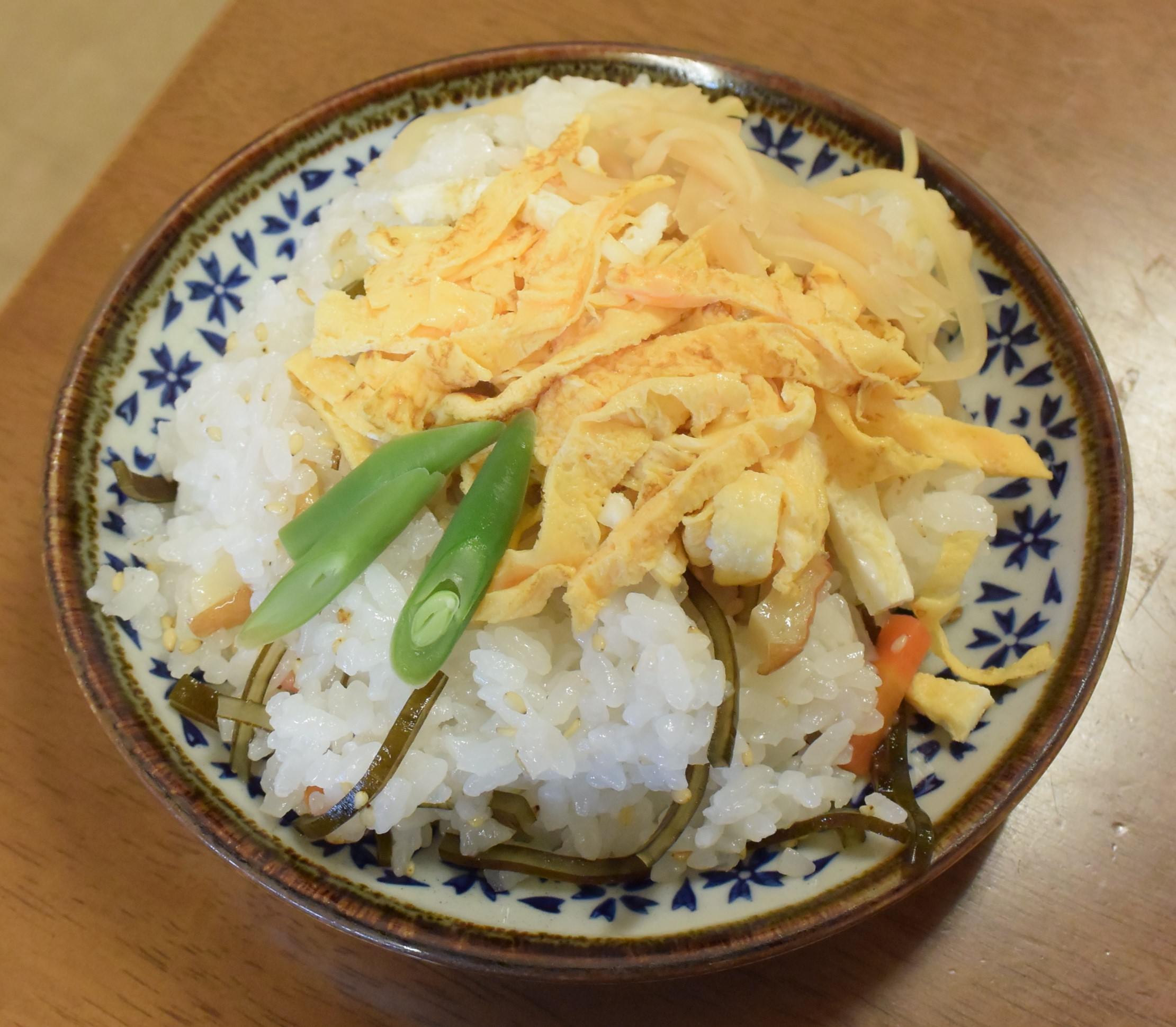
鳴門うどん もり・ちらし寿司

特徴としては、あっさりとした黄金色に輝く出汁、ほとんどコシの無い不揃いの麺、シンプルな具（ネギ、刻み揚げ、ちくわ）:289などがあげられる。
鳴門は、江戸時代から昭和40年代後半まで塩田として栄えていたが、「浜子」と呼ばれる塩田労働者達が重労働を終えた後の疲れた体で食べたとしても、噛まずとも食べ易く、消化し易いよう、疲れをいやすために少し甘めの出汁で、細くちぎれ易くコシの弱い麺になったと言われている。
刻み揚げは、ほとんどの店舗で創業100年の老舗である住谷豆腐店（鳴門市鳴門町高島）製:50-56のものが用いられている。
サイドメニューとして、おにぎり、揚げ物、おでん、いなり寿司、ちらし寿司:173などが置かれている店も多い。
最近では、カレーうどん:198などのアレンジメニューも見受けられる:55。

## 地域おこしへの活用
香川県の讃岐うどんが地元自治体などによって全国に宣伝されて、観光客誘致や地域おこしに活用されているが、鳴門うどんも下記のとおり、同じ動きがみられる。
- 2010年に鳴門うどんの食べ歩きの参考のため、鳴門市うずしお観光協会が「鳴ちゅるうどんパンフレット（鳴門うどんマップ）」を作成[12][6]:57。
- 2012年に鳴門商工会議所が中心となり「鳴門うどん研究会」が発足され、鳴ちゅるうどんの販売促進活動に取り組んでいる[4]。
- 鳴門市が無料配布している観光ガイドブックに鳴門うどんが紹介されている[13]。

## 店舗

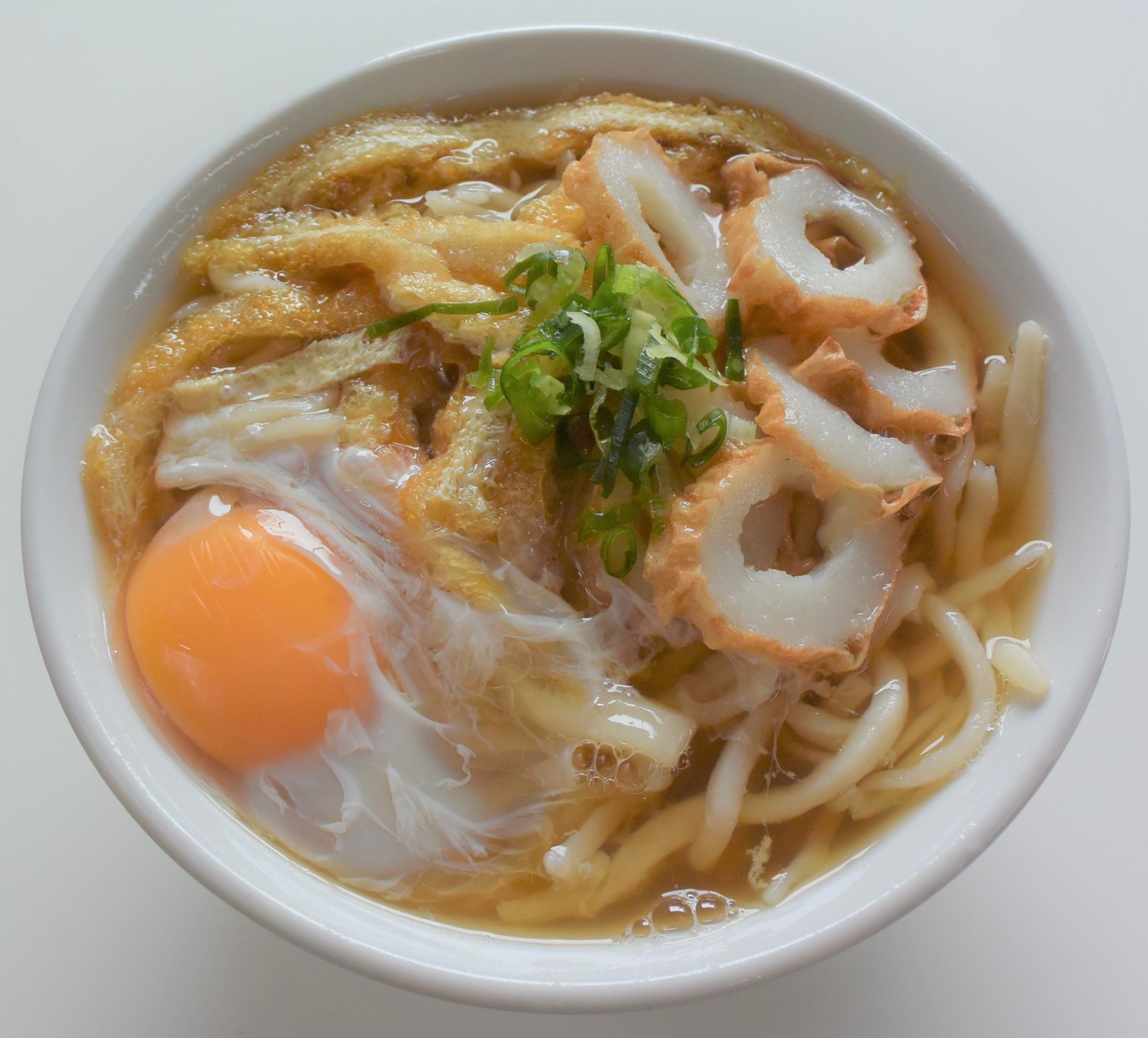
大井食堂・うどん全部（竹輪・玉子）入

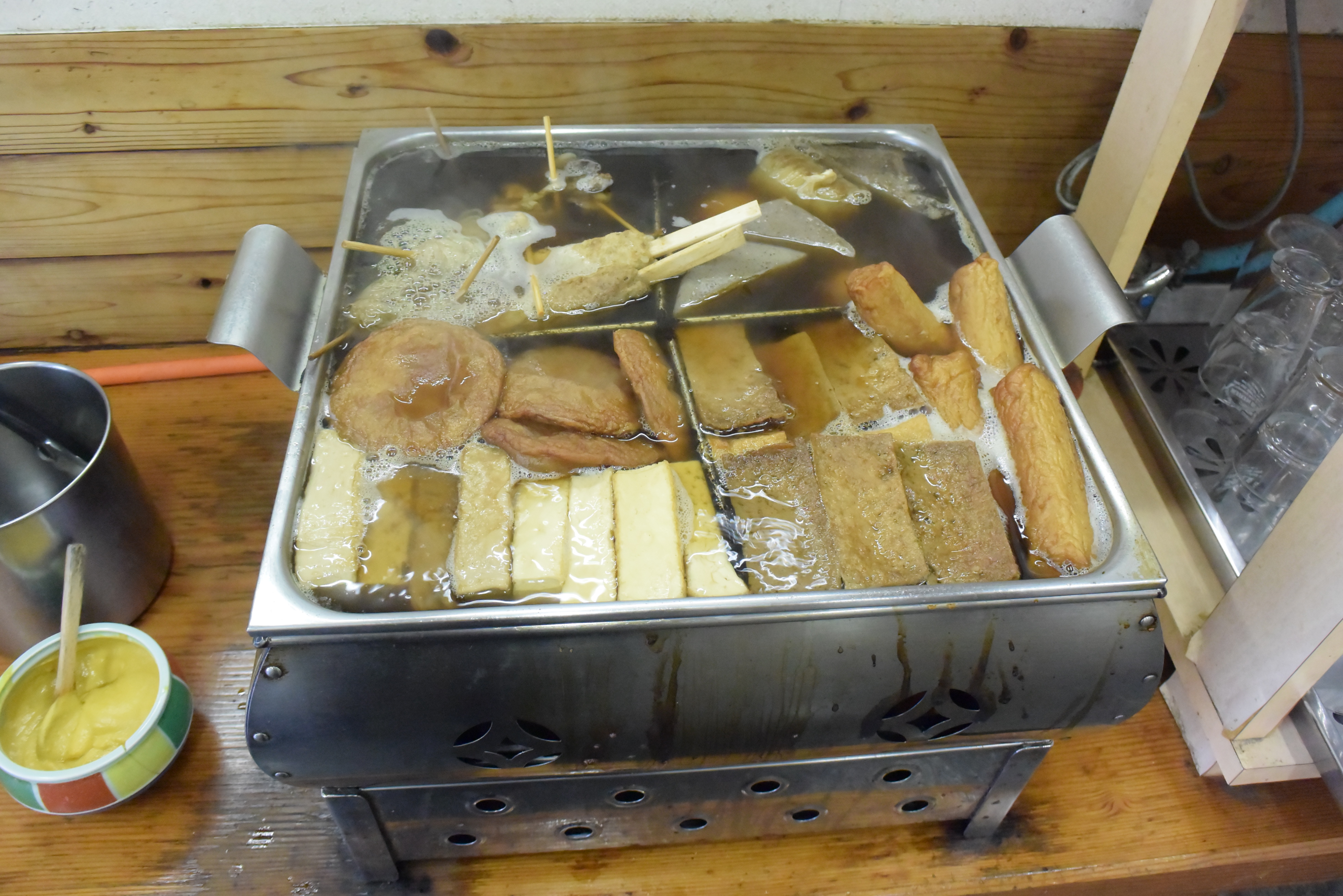
舩本うどん末広店・おでん

鳴ちゅるうどんパンフレット（鳴門うどんマップ）によれば、鳴門市内に約20軒あるが、この他にも徳島市内や藍住町・阿南市・小松島市にも店舗が見受けられる:55-67。
主な店舗としては、
- 鳴門市では、大井食堂（撫養町南浜）[14]、舩本うどん（鳴門町高島）[15]など
- 徳島市では、舩本うどん末広店（徳島市末広）[16]、鳴門うどんもり（徳島市末広）[6]:64[3]:172-177[17]、手作りうどん鳴門（徳島市中前川町）[18]など

がある。